# Langebro
Langebro är en klaffbro i Köpenhamn som tjänar som förbindelse mellan Sjælland och Amager.
Den nuvarande bron färdigställdes 1954, men en bro har funnits på platsen sedan 1686, då kung Kristian V anlade en träbro. Bron gick inte till Amager utan till nuvarande Langebrogade på Christianshavn. Senare har bron blivit ombyggd några gånger, bland annat 1903 då man byggde en svängbro, som bland annat utnyttjades för spårvagns- och järnvägstrafik. Samtidigt blev öständen flyttad till Amager Boulevard på Amager. Med den tilltagande bilismen var man tvungen att bygga en ny temporär bro 1930, och 1954 invigdes den nuvarande bron.